# Nytt Land
Nytt Land est un groupe russe de néofolk et d'ambient, originaire de Kalatchinsk, en Sibérie, et porté par le couple Anatoly et Natasha Pakhalenko depuis 2013.

## Histoire
Le duo assure les premières parties de la tournée russe de Wardruna en 2017. Il se produit également dans des festivals vikings, folk et heavy metal en Europe.
En août 2021, le groupe sort son troisième album Ritual via Napalm Records. Il accompagne sa sortie d'une performance diffusée en direct sur la chaîne YouTube de Napalm Records.

## Style musical
Le groupe sibérien chante en vieux norrois et ancien islandais. Il utilise des instruments artisanaux (tels que le Kantele et le Talharpa) et des chants diphoniques ou de gorge, qui trouveraient leur inspiration dans la mythologie scandinave. Les pistes intègrent notamment des enregistrements de cris de corbeaux et d'autres sons de la forêt.
Le style de Nytt Land est comparé à celui de Wardruna et de Danheim (en).

## Membres
- Anatoly Pahalenko - talharpa, chant, flûte, guitare
- Natasha Pahalenko - chant, lyre, claviers, frame-drum, flûtes

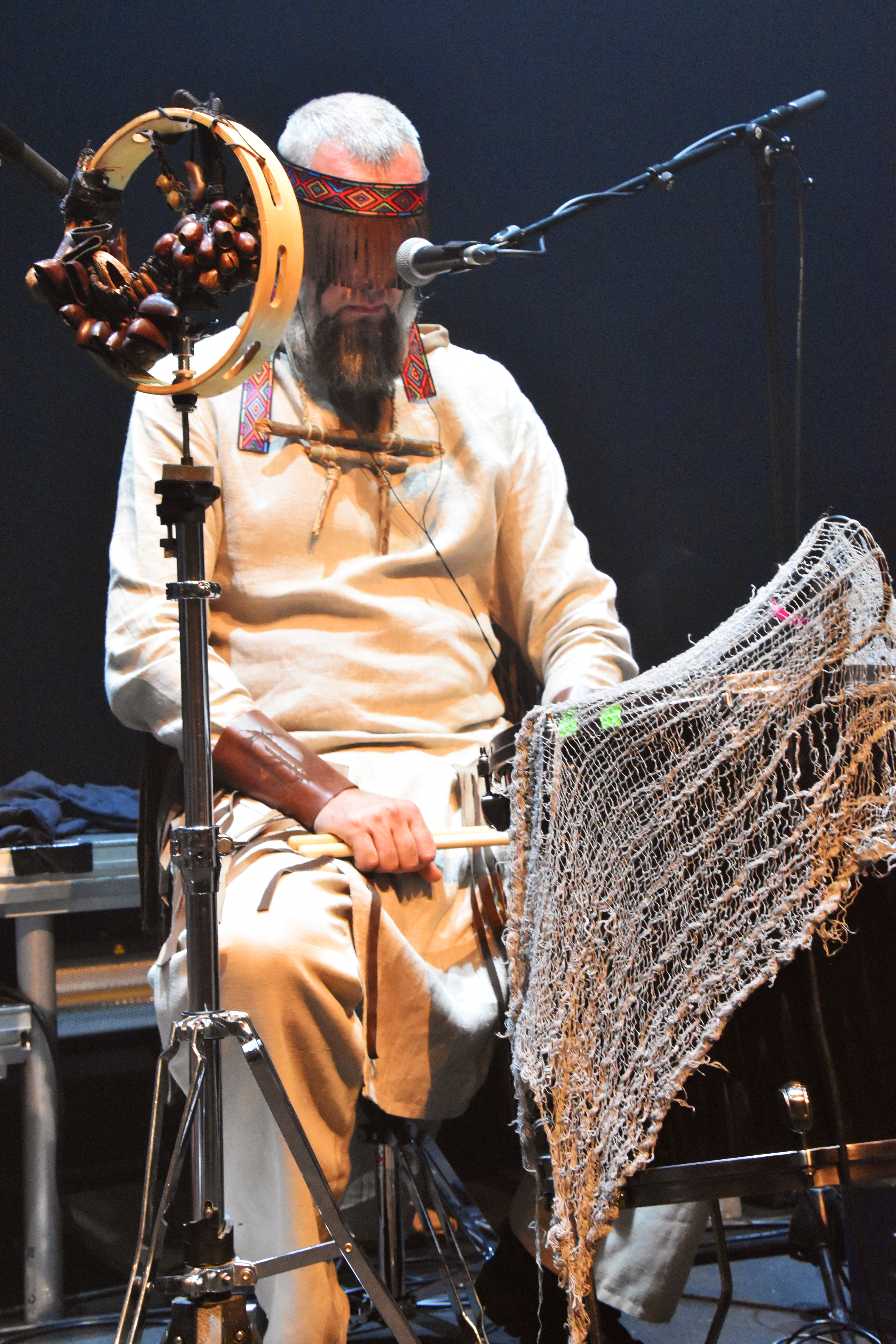
Anatoly
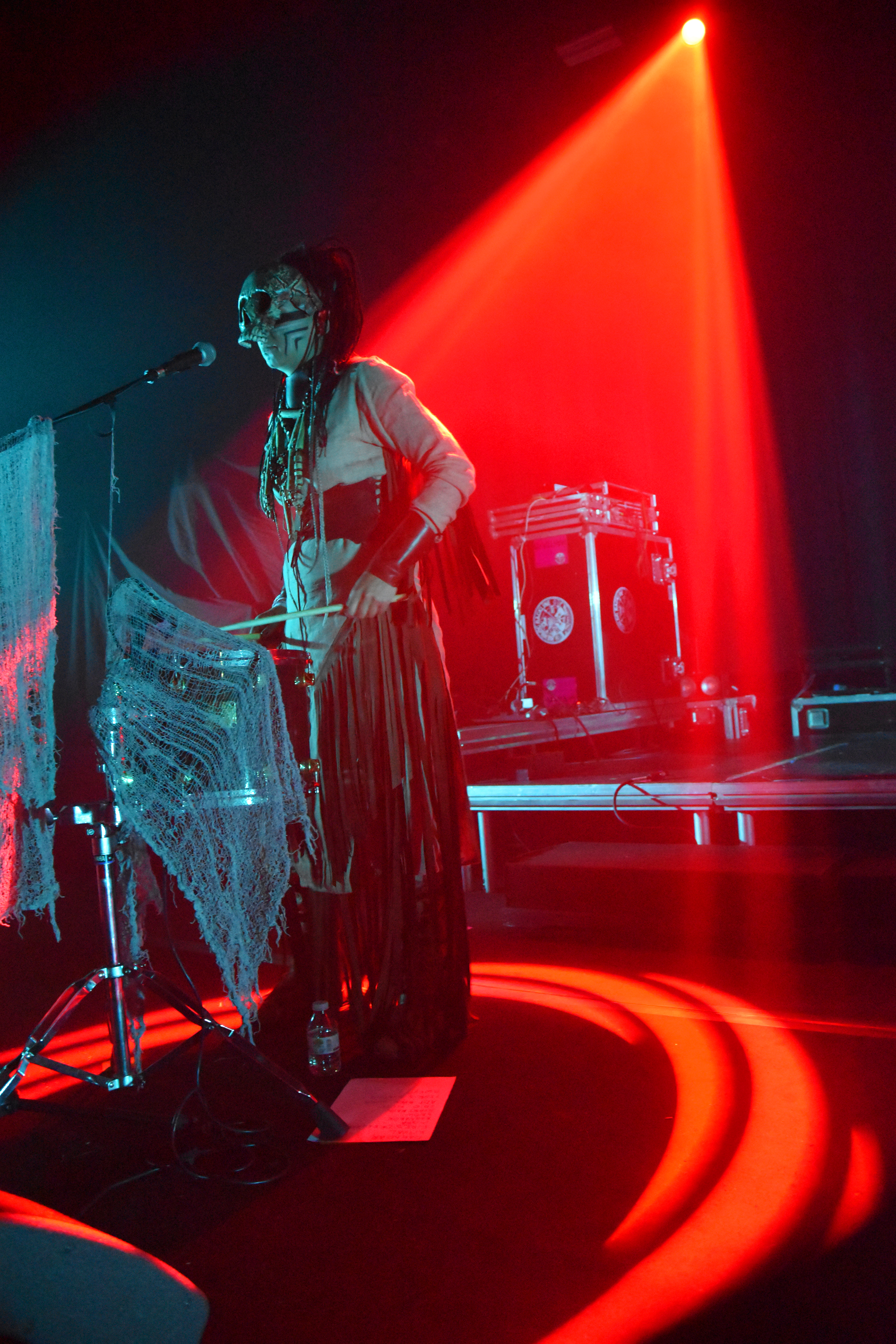
Natasha